# Forcipata lobata
Forcipata lobata är en insektsart som beskrevs av Beamer 1938. Forcipata lobata ingår i släktet Forcipata och familjen dvärgstritar.
Artens utbredningsområde är Michigan. Inga underarter finns listade i Catalogue of Life.